# نرخ نایکوئیست

تبدیل فوریه‌ی یک سیگنال باند محدود

در پردازش سیگنال نرخ نایکوئیست دو برابر پهنای باند یک سیگنال یا کانال باند محدود (در تصویر) است.این اصطلاح دو معنی متفاوت تحت دو شرایط متفاوت دارد :
1. کران پایین میزان  نمونه، در نمونه‌برداری سیگنال بدون الایزینگ (با بسامد نایکوئیست که برابر نصف میزان  نمونه‌برداری از یک سیستم گسسته زمان است، اشتباه گرفته نشود)
2. کران بالای میزان  نمونه‌برداری در طول یک پهنای باند محدود کانال باند پایه؛ به طور مثال یک خط تلگراف یا کانال فیلتر میان‌گذر مانند یک باند فرکانس رادیویی محدود یا یک بخش فرکانس کانال مولتی پلکس

این میزان را هری نایکوئیست نامگذاری کرده‌است.

## رابطه با نمونه‌برداری
بر اساس قضیه نمونه‌برداری نایکوئیست-شنون ٬ برای اینکه بتوان یک سیگنال پیوسته‌زمانِ باند محدود را پس از نمونه‌برداری از روی نمونه‌ها بازسازی کرد٬ آهنگ نمونه‌برداری از سیگنال باید بیشتر از آهنگ نایکوئیست باشد. (در صورت تساوی آهنگ نمونه‌برداری با دو برابر پهنای باند سیگنال٬برخی مولفه‌ها حذف می‌شوند.)